# Açorda à alentejana

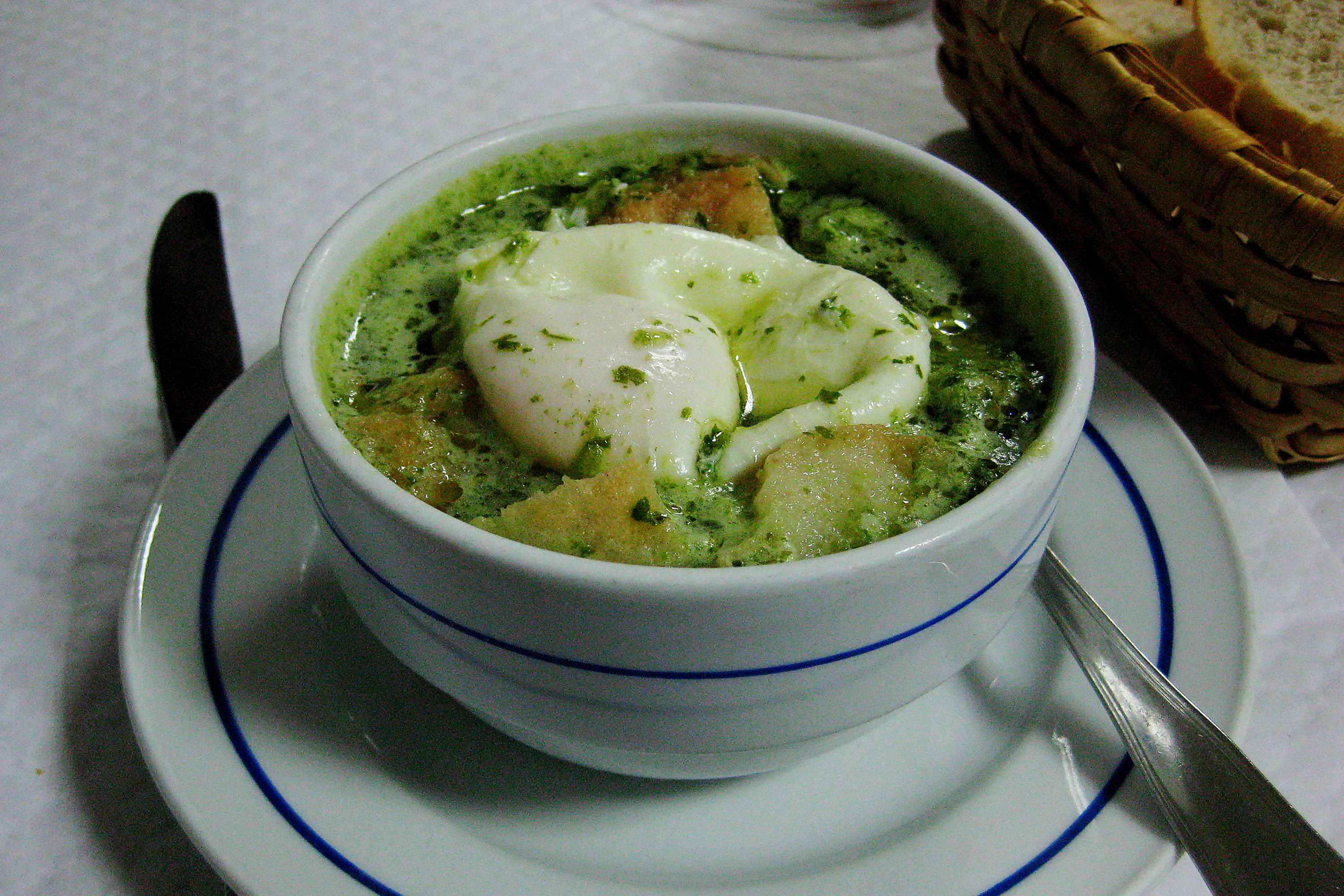
Açorda à alentejana

Açorda à alentejana é uma sopa típica do Alentejo que, ao contrário da maioria das sopas, esta não é cozinhada: é montada cozinha quando é servida. A receita de açorda não é única, porque muda de região para região e mesmo de família para família.
A palavra que designa esse tipo de sopa, escrita como açorda ou sorda, deriva do árabe ath-thorda.
A composição básica da açorda é alho, sal, azeite, água em ebulição e pão fatiado, no entanto a esta mistura acrescentam-se ervas aromáticas como o coentro ou o poejo e pode servir-se com peixe fresco (cozido ou frito), bacalhau ou ovo (escalfado ou cozido).
O processo de confeção passa pelo pisar do sal com a erva aromática e o alho, mistura à qual se acrescenta azeite. Deita-se depois por cima a água onde se cozeu o acompanhamento, ainda fervente, e deita-se pão alentejano fatiado.
A açorda à alentejana foi um dos candidatos finalistas às 7 Maravilhas da Gastronomia portuguesa.

## História
Segundo a tradição, a origem da açorda remonta à época da ocupação árabe, daí o nome (ath thurda): prato básico obtido pela desintegração do pão num caldo aromatizado ao qual se junta o azeite. A preparação acompanhou os árabes durante muitos séculos e de facto há testemunhos dela nesta parte do império árabe da época, no período entre os séculos VIII e XIII. É um prato adequado até às mesas mais pobres, mas - podendo ter à disposição condimentos e pratos mais ricos - mesmo à mesa mais nobre podia ser servido sem desfigurar.